# Bignoniacee
Bignoniaceele (Bignoniaceae) sunt o familie de plante superioare angiosperme (Angiospermae) care cuprinde aproximativ 100 genuri cu circa 750 de specii exotice lemnoase arborescente, arbustive, liane, rareori ierbacee răspândite în regiunile calde ale globului. În România se cunosc numai trei specii în culturi de plante ornamentale. 

## Descrierea
Au o tulpină erectă sau cățărătoare. Frunzele sunt mari, nestipelate, simple sau compuse, în general opuse. 
Florile, de obicei mari, sunt bisexuate (hermafrodite), zigomorfe și pentamere, cu caliciul gamosepal și corola gamopetală tubuliformă, infundibuliformă (în formă de pâlnie) sau campanulată (în formă de clopot), mai mult sau mai puțin bilabiată. Androceul didinam (cu stamine cu filamente inegale) format din 5 stamine (rareori 2 stamine) dintre care 2 fertile și 3 sterile (cele superioare). Gineceul bicarpelar (cu două carpele) și sincarp (cu carpele concrescute), ovarul este superior cu placentație parietală și  numeroase ovule, stil simplu. Polenizarea este entomofilă sau chiropterofilă. 
Fructul este o capsulă. 
Prin structura florii, bignoniaceele se înrudesc îndeaproape cu scrofulariaceele (Scrophulariaceae). 

## Specii din România
În România se cultivă în scop ornamental pentru alei, străzi, parcuri, gări 3 specii ce aparțin la 2 genuri:
- Campsis
  - Campsis radicans (sin. Tecoma radicans) – Trâmbița piticilor, Trompetă, Trâmbiță, Trâmbițar
- Catalpa
  - Catalpa bignonioides – Catalpă, Arborele de țigări, Vanilie sălbatică
  - Catalpa speciosa

## Specii din Republica Moldova
Flora Republicii Moldova conține 6 specii cultivate ce aparțin la 3 genuri:  
- Campsis – Trompetă, Trâmbiță
  - Campsis radicans – Trompetă, Trâmbiță
- Catalpa – Catalpă
  - Catalpa bignonioides – Catalpă obișnuită
  - Catalpa bungei – Catalpă Bunge
  - Catalpa ovata – Catalpă ovată
  - Catalpa speciosa  – Catalpă occidentală
- Paulownia – Paulovnie
  - Paulownia tomentosa – Paulovnie tomentosă (în prezent inclusă în familia Paulowniaceae)

## Sistematica
| Incertae sedis - Astianthus Tribul Jacarandeae - Digomphia - Jacaranda Tribul Tourrettieae - Eccremocarpus - Tourrettia Genul Argylia Tribul Tecomeae - Campsis - Tecoma - Incarvillea - Dinklageodoxa - Podranea - Lamiodendron - Deplanchea - Tecomanthe - Pandorea - Neosepicaea - Campsidium Genul Delostoma | Tribul Bignonieae - Perianthomega - Neojobertia - Adenocalymna - Stizophyllum - Manaosella - Pachyptera - Callichlamys - Tanaecium - Lundia - Xylophragma - Fridericia - Tynanthus - Cuspidaria - Dolichandra - Martinella - Pleonotoma - Bignonia - Distictella - Amphilophium - Mansoa - Pyrostegia - Anemopaegma - Sphingiphila | Tribul Oroxyleae - Hieris - Millingtonia - Nyctcalos - Oroxylum Tribul Catalpeae - Chilopsis - Catalpa Grupul Tabebuia - Sparattosperma - Ekmanianthe - Tabebuia - Cybistax - Godmania - Zeyheria - Roseodendron - Handroanthus - Spirotecoma - Parmentiera - Crescentia - Amphitecna - Paratecoma - Romeroa | Clada paleotropicală - Rhigozum - Catophractes - Spathodea - Mayodendron - Radermachera - Tecomella - Kigelia - Stereospermum - Newbouldia - Heterophragma - Fernandoa - Markhamia - Dolichandrone - Pajanelia - Pauldopia - Perichlaena - Santisukia - Haplophragma - Rhodocolea - Phylloctenium - Phyllarthron - Ophiocolea - Colea | Genuri învechite - Gardnerodoxa - Memora - Leucocalantha - Pseudocatalpa - Paragonia - Periarrabidaea - Spathicalyx - Ceratophytum - Arrabidaea - Piriadacus - Melloa - Macfadyena - Parabignonia - Clytostoma - Cydista - Macranthisiphon - Mussatia - Phryganocydia - Potamoganos - Roentgenia - Saritaea - Distictis - Glaziovia - Haplolophium - Pithecoctenium |